# Slick Rick
Richard Martin Lloyd Walters (ur. 14 stycznia 1965 w Londynie) – amerykański raper i producent muzyczny brytyjskiego pochodzenia występujący pod pseudonimem artystycznym Slick Rick. Rozgłos uzyskał w połowie lat 80. XX wieku jako członek  Doug E. Fresh & the Get Fresh Crew. Ich utwory „The Show” oraz „La Di Da Di” uważane są klasyki w muzyce hip-hop, w szczególności „La Di Da Di”, które jest jednym z najczęściej samplowanych utworów w historii.
Jako Slick Rick, Walters stał się trzecim artystą, który podpisał kontrakt z Def Jam Recordings w 1986 roku. W wytwórni wydał on cztery albumy: The Great Adventures of Slick Rick (1988), The Ruler's Back (1991), Behind Bars (1994) oraz The Art of Storytelling (1999). Jego muzyka była samplowana oraz interpolowana w innych utworach ponad tysiąc razy m.in. przez takich artystów jak Eminem, Beyoncé, Mariah Carey, Beastie Boys, TLC, Nas, Miley Cyrus, Kanye West, MF DOOM, Czarface, Black Star, The Notorious B.I.G., Snoop Dogg, MC Ren, Montell Jordan, Tech N9ne, Lloyd, czy Color Me Badd. Walters był również jednym z pierwszych coverowanych artystów hip-hopowych, gdy Snoop Dogg (w tamtym okresie występujący pod pseudonimem Snoop Doggy Dogg) prawie w całości wykorzystał jego tekst z „La Di Da Di” na swoim debiutanckim albumie Doggystyle wydanym w 1993 roku. W tamtym czasie nieczęsto zdarzało się, by raperzy nagrywali covery utworów innych artystów.
Slick Rick uważany jest za jednego z najważniejszych raperów w historii, zwłaszcza dla wczesnego okresu tego gatunku. About.com uplasował go na 12. miejscu listy 50 najlepszych MC naszych czasów (ang. Top 50 MCs of Our Time), a amerykański magazyn The Source umieścił go na 15. miejscu listy 50 najlepszych tekściarzy wszech czasów (ang. Top 50 Lyricists of All Time).

## Dyskografia
- The Great Adventures of Slick Rick (1988)
- The Ruler's Back (1991)
- Behind Bars (1994)
- The Art of Storytelling (1999)
- Victory (2025)